# Плещеево (Смоленская область)
Плеще́ево — деревня  в  Смоленской области России,  в Сафоновском районе. Население – 28 жителей (2007 год)  .  Расположена в центральной части области в 3 км к западу от города Сафонова, в 1 км южнее автодороги М1 «Беларусь».  В 1 км южнее деревни железнодорожная станция Максимово на линии Москва — Минск.  Входит в состав Вышегорского сельского поселения.  

## История
Упоминается в духовной грамоте князя Ивана III-го в 1503 году. В годы Великой Отечественной войны деревня была оккупирована гитлеровскими войсками в сентябре 1941 года, освобождена в 1943 году.